# Zygmunt Zakrzewski
Zygmunt Zakrzewski (ur. 28 marca 1867 w Golinie, zm. 11 marca 1951 w Krakowie) – polski numizmatyk, archeolog, doktor filozofii i inżynier chemii, profesor numizmatyki wczesnośredniowiecznej na Uniwersytecie Poznańskim i Uniwersytecie Jagiellońskim, poseł na Sejm Pruski.

## Życiorys
Był synem Pawła (ziemianina i uczestnika powstania w 1863 roku) oraz Józefy z domu Szułdrzyńska. Już w wieku 7 lat przejawiał zainteresowanie pradziejami. Historią zajmował się podczas nauki w Poznaniu w gimnazjum realnym Gotthilfa Bergera. W wieku 12 lat dysponował zalążkiem największego światowego zbioru monet piastowskich. Rozkopał cmentarzysko prehistoryczne w Lubaszu z zastosowaniem precyzyjnej dokumentacji opisowej w wieku 16 lat. Jeszcze w gimnazjum, w 1888 roku rozpoczął publikować artykuły archeologiczne w szwajcarskim czasopiśmie „Antiqua”. Przeniósł się do Wrocławia, gdzie udzielał się w tajnej polskiej organizacji młodzieżowej. W 1889 otrzymał świadectwo dojrzałości. Na Politechnice w Dreźnie i Karlsruher Institut für Technologie studiował chemię, uzyskując dyplom inżyniera w 1893 roku. Rok później w Bazylei uzyskał tytuł doktora, następnie w Kruszwicy pracował jako chemik, by po kilku latach zostać dyrektorem cukrowni w Pakości. W 1904 roku nabył majątek ziemski Mirosławice. W 1910 roku był współprzewodniczącym i jedynym reprezentantem Polski na Międzynarodowym Kongresie Numizmatyków w Brukseli oraz jedynym Polakiem, który uczestniczył w Zjeździe Historyków Niemieckich w Poznaniu w tymże roku.
W latach 1914–1917 był posłem do parlamentu pruskiego, w którym bronił sprawy polskiej wywalczając ustawę zezwalającą jedynie fachowcom na prowadzenie badań archeologicznych. Był prezesem „Rolnika” w Strzelnie, a od stycznia do października 1919 roku pierwszym starostą powiatu strzelneńskiego. W 1919 roku na Uniwersytecie Poznańskim podjął wykłady z zakresu numizmatyki średniowiecznej prowadząc je do 1939 roku. Habilitował się na Uniwersytecie Jagiellońskim z numizmatyki w 1921 r., tamże w 1929 r. nadano mu tytuł profesora honorowego. Ponadto habilitował się na Uniwersytecie Lwowskim w 1928 r. z zakresu historii starożytnej.
W 1920 roku w Poznaniu założył Towarzystwo Numizmatyczne redagując w latach 1925–1928 „Wiadomości Numizmatyczno-Archeologiczne”. Piastował, w okresie dwudziestolecia międzywojennego, urząd konserwatora zabytków przedhistorycznych na okręg Wielkopolski i Pomorza. W Paryżu, gdzie przebywał na rocznych studiach, zastał go wybuch II wojny światowej. W Boulogne-sur-Mer utrzymując się z lekcji i tłumaczeń przeżył okres wojny. W 1945 roku wyjechał do Włoch, a następnie do Wielkiej Brytanii, pracując tam naukowo. Do Polski powrócił w 1948 roku i osiedlił się w Krakowie, gdzie na UJ prowadził wykłady z numizmatyki średniowiecznej. Zmarł 11 marca 1951 roku w Krakowie. Został pochowany na cmentarzu Salwatorskim (sektor SC6-10-16).

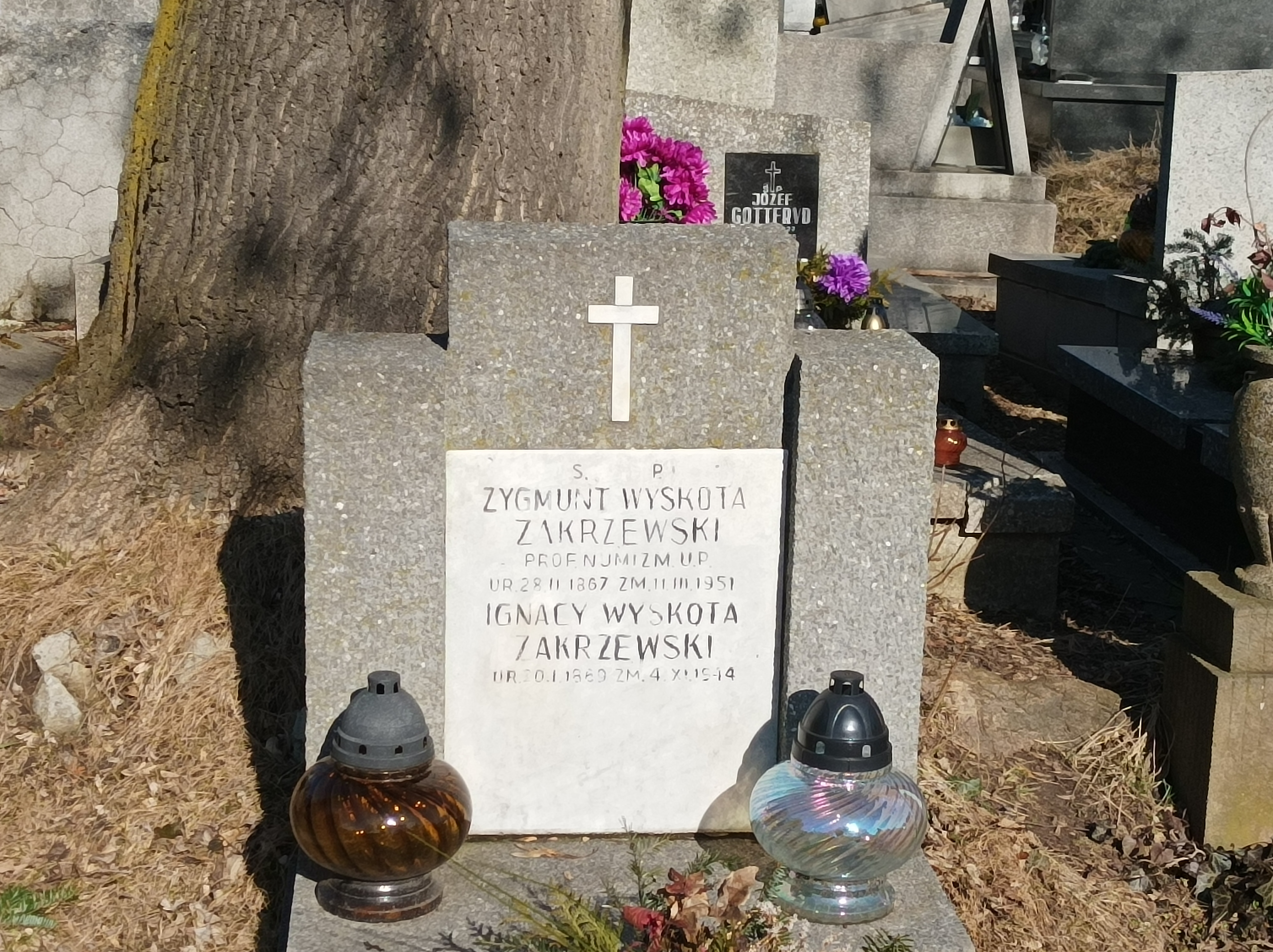
Grób prof. Zygmunta Zakrzewskiego na Cmentarzu Salwatorskim

Jego dorobek naukowy obejmuje ponad 80 pozycji z zakresu numizmatyki i archeologii. Zgromadzona przez Zakrzewskiego znaczna kolekcja często unikatowych monet piastowskich, która ocalała w czasie wojny, została (zgodnie z jego wolą) w 1960 roku przekazana do Muzeum Narodowego w Krakowie.
Od 1899 roku był żonaty z Emilią Antoniną (1877–1917), córką Władysława Jażdżewskiego, z którą miał córkę Jadwigę, zamężną Kleczkowską oraz synów: Wojciecha (1899–1974), Stanisława (1902–1986) i Władysława (1903–1944).